# Polystation
Polystation é um clone de NES que tem características físicas similares às de um PSOne, a segunda revisão do console PlayStation, da Sony. Os jogos desse console, também conhecidos como um Famiclone, podem ser jogos originais do NES ou modificados. O produto é classificado como um shanzhai.
O Polystation é vendido sob diferentes nomes, incluindo PS-Kid, Game Player e Play and Power; há ainda várias outras variações do nome Polystation tais como Polystation II, Polystation III e Super Polystation. Alguns desses controles possuem a aparência semelhante ao controle do PlayStation. Variações recentes do Polystation assemelham-se ao PlayStation 3, alguns dos quais vendidos sobre o nome Funstation 3.
Este videogame não utiliza CD. Seus jogos são em cartuchos de 60 pinos (padrão japonês), como os utilizados no Nintendo 8 bits/NES. Alguns aparelhos vêm com jogos na memória e várias fases diferentes. Já vem com cabos para instalação na televisão (cabo de áudio e vídeo ou Cabo RF).
Seu exterior é feito de plástico e é uma variação do Power Player Super Joy III. Este console não é licenciado pela Sony nem pela Nintendo e é ilegal, pois suas peças podem ser fruto de contrabando ou falsificadas e, geralmente, de origem chinesa. Normalmente, a rota se inicia na China e vai ao Paraguai depois que passa pela fronteira brasileira, onde é vendido em camelôs.
Além do território brasileiro, o console foi muito popular na década de 2000 no resto da América Latina, principalmente porque era vendido a um preço baixo. Em 2015, PolyStations aindam eram bastantes populares na Costa Rica.